# Seuil du Cambrésis
Le seuil du Cambrésis, seuil de Vermandois ou seuil de Bapaume est un seuil de France situé dans le Nord du pays, entre le bassin versant de l'Escaut au nord et celui de la Somme au sud. Il tient son nom des régions naturelles du Cambrésis et du Vermandois et de la ville de Bapaume. Les parcs éoliens du Seuil du Cambrésis et des Portes du Cambrésis ont été implantés sur le seuil. Il est notamment franchi par les autoroutes A1, A2 et A26, les chemins de fer de la ligne de Paris-Nord à Lille, de la ligne de Saint-Just-en-Chaussée à Douai et de la LGV Nord, par le canal du Nord via le souterrain de Ruyaulcourt et par le canal de Saint-Quentin via le souterrain de Riqueval.